# 学校法人静岡自動車学園
学校法人静岡自動車学園（がっこうほうじんしずおかじどうしゃがくえん）とは、静岡県内で4校の静岡県自動車学校グループと自動車整備学校の静岡工科自動車大学校および浜松工科自動車大学校を運営する学校法人。
自動車学校部門においては静岡県自動車学校（静岡校）、静岡県自動車学校浜松校、静岡県自動車学校沼津校、静岡県自動車学校松崎校があり、県西部から東部、伊豆地方まで広く分布し、県内では略して「県自」などの愛称で親しまれている。静岡工科自動車大学校を含め「自動車教育」のほとんどを網羅している。
過去には星陵高等学校、静岡北高等学校、静岡産業技術専門学校、静岡デザイン専門学校などと同グループだったが、静岡理工科大学設立を機に中学校・高等学校・大学部門と自動車教育部門を法人分割し、現在に至る。
自動車学校部門は全国的にも歴史が長く、現行の道路交通法施行以前の1940年（昭和15年）設立から現在に至る。世界で初めて補助ブレーキを考案し実用化、のちに世界中に普及した発明をした学校としても有名。また、全国に先駆けての高速教習の実施やオンライン予約電算システム開発を行ってきた。最近では普通二種（タクシーなどで利用する免許）教習が可能な教習所として全国で最初に指定された歴史がある。
私設の学校でありながら、静岡県警察の運転免許試験場として活用されていた歴史も長かった。
県下有数の入校生数、規模、多様な教習車種、研修制度、IT化、CRM推進などから、自動車学校業界のリードオフマンとしての役割を担う、県内有数の自動車学校グループである。
自動車整備学校部門においても一級自動車整備士養成課程をいち早く設置するなど、常に先進的な役割を担っている。

## 所在地
- 静岡工科自動車大学校 静岡県静岡市葵区宮前町52-1
- 浜松工科自動車大学校 静岡県浜松市中央区寺島町285-24
- 静岡校 静岡県静岡市葵区宮前町71-1
- 浜松校 静岡県浜松市中区和地山2-38-1
- 沼津校 静岡県沼津市東椎路419-1
- 松崎校 静岡県賀茂郡松崎町岩科南側17

## 年表
- 1940年 静岡県自動車学校開校（平成3年までは4月1日、それ以降は7月1日を創立記念日としている。また静岡県自動車学校（静岡校）は昭和46年まで試験場として併用）
- 1954年 静岡県自動車学校浜松分校が発足する（現在の静岡県自動車学校浜松校。平成5年まで試験場として併用）。
- 1956年 静岡県自動車学校整備科開講（現在の静岡工科自動車大学校）。
- 1957年 静岡県自動車学校沼津分校が発足する（現在の静岡県自動車学校沼津校。平成9年までは試験場として併用）。
- 1960年 静岡県自動車学校、浜松分校、沼津分校が指定自動車教習所として静岡県公安委員会より指定を受ける（県内で初 このため県自で免許を取得すると免許番号の上3、4桁目が01～03となる）。
- 1961年 静岡県公安委員会より運転者行政処分講習を委託される。
- 1962年 法人名を学校法人静岡県自動車学園に改め、学園本部を設置。
- 1963年 静岡県自動車工業高等学校を開校（現在の静岡北中学校・高等学校）。
- 1965年 安全運転講習所を付設（行政処分講習等の実施をする施設）。
- 1969年 東名高速全面開通にあわせ、全国に先駆けて高速教習を開始。
- 1970年 西伊豆教習所を設置し事業を開始（現在の静岡県自動車学校松崎校）。
- 1970年 整備教育部に属する各科は静岡産業技術専門学校に改める（現在の静岡工科自動車大学校、静岡産業技術専門学校の前身）。
- 1971年 西伊豆教習所を静岡県自動車学校松崎校と改称する。
- 1972年 静岡県自動車学校松崎校が指定自動車教習所として静岡県公安委員会より指定を受ける。
- 1977年 学校法人金指学園との合併が認可され、8月12日に登記を完了する（現在の星陵中学校・高等学校）。
- 1980年 静岡県自動車工業高等学校を静岡北高等学校に名称変更する。
- 1981年 静岡県自動車学校が全国に先駆け、コンピュータオンラインによる教習管理自動化を実施。
- 1983年 沼津情報専門学校が開校。
- 1984年 学校法人杉山学園（静岡文化専門学校）との合併が認可される（現在の静岡デザイン専門学校）。
- 1990年 学校法人静岡自動車学園が登記され、学校法人静岡県自動車学園は学校法人静岡理工科大学に名称変更（法人分割）。
- 1991年 静岡理工科大学を開学。静岡工科専門学校が開校。
- 2005年 静岡工科専門学校を静岡工科自動車大学校に名称変更する。
- 2007年 静岡県自動車学校浜松校の新校舎竣工
- 2023年 浜松工科自動車大学校が開校